# Euclathurella
Euclathurella é um gênero de gastrópodes pertencente à família Clathurellidae.

## Gêneros
- Euclathurella acclivicallis J. H. McLean & Poorman, 1971
- Euclathurella carissima (Pilsbry & H. N. Lowe, 1932)
- Euclathurella subuloides (Schepman, 1913)
- †Euclathurella vendryesiana (Dall, 1896)